# 전라남도 동물위생시험소
전라남도 동물위생시험소(全羅南道 動物衛生試驗所)는 전라남도 내의 동물과 축산물의 방역, 진단, 검사, 연구를 위하여 전라남도청 산하에 설치된 사업소이다.
동물위생시험소장은 지방기술서기관, 지방수의연구관 또는 지방농업연구관으로 보한다.

## 연혁
- 1953년 4월: 전라남도가축위생시험소 설치
- 1962년 4월: 전라남도가축보건소로 변경
- 1981년 9월: 전라남도가축위생시험소로 변경
- 2011년 1월: 전라남도축산위생시험소로 변경
- 2015년 12월: 전라남도동물위생시험소로 변경

## 조직
소장
- 관리팀
- 방역관리과
- 질병진단과
- 축산위생관리과

### 산하 기관
- 동부지소
- 서부지소
- 북부지소